# Cantenac
Cantenac är en kommun i departementet Gironde i regionen Nouvelle-Aquitaine i sydvästra Frankrike. Kommunen ligger i kantonen Castelnau-de-Médoc som tillhör arrondissementet Lesparre-Médoc. År 2017 hade Cantenac 1 375 invånare.

## Befolkningsutveckling
Antalet invånare i kommunen Cantenac
Referens:INSEE